# Minaret w Egerze
Minaret w Egerze położony przy ulicy Károlya Knézicha jest zabytkiem po imperium osmańskim. Z trzech dobrze zachowanych węgierskich minaretów jest najwyższy i w najlepszym stanie. Udostępniony do zwiedzania.

## Historia
Kethüda mináre został wybudowany między 1596 r. (zdobycie Egeru) a 1664 r. (pierwsza znana wzmianka) ze starannie wykutych bloków piaskowca przy znajdującym się pierwotnie po jego wschodniej stronie okazałym, zbudowanym z czerwonego piaskowca meczecie. W czasie 91-letniego panowania tureckiego wzniesiono w mieście ogółem dziesięć minaretów, ale tylko ten przetrwał. Po odzyskaniu miasta w 1687 r. w pierwszym zapale Węgrzy chcieli go zwalić korzystając z pomocy 400 wołów. Budowla okazała się jednak na tyle stabilna, że zamiast tego na nieusuniętym z czubka półksiężycu umieścili wyrastający z niego krzyż.
Meczet przekształcono na kościół katolicki pod wezwaniem Św. Józefa, w XVIII w. na szpital, a w końcu w 1841 r. zburzono. Na jego miejscu wybudowano kościół Św. Sebastiana.
Pierwotna część dachu minaretu zwana kopułą uległa zawaleniu w wyniku uderzenia pioruna i struktura budynku ulegała systematycznemu pogorszeniu. W 1829 r. biskup János László Pyrker pokrył wieżę blaszanym dachem, zabezpieczając ją przed całkowitym zniszczeniem. Obecny kamienny stożek, dobudowano w 1897 r. w celu ochrony zabytku, na podstawie projektu Istvána Möllera. Zewnętrzną część minaretu odnawiano ostatnio w latach 60., a wnętrze w latach 70. XX w.
Od 2013 r. muezzin wzywa z minaretu wiernych do modlitwy.

## Budowla
Zabytek numer: 1982.
Wieżę, stojącą na placu utworzonym na skrzyżowaniu czterech ulic, otacza ogrodzenie wykute z żelaza.
Podstawa czternastokątna, wierzchołek na wysokości 40 m. Szersza podstawa ukształtowana plastycznie, stożkowaty odcinek zwęża się w stronę korpusu wieży. W górnej trzeciej części wieży nad bogato rozczłonkowanym rzędem wsporników, na wysokości 26 m, biegnie dookoła balkon ograniczony balustradą z kutego żelaza. We wnętrzu wieży wiedzie na górę 97 wąskich i wysokich stopni kręconych schodów.